# Ausfahrsignal

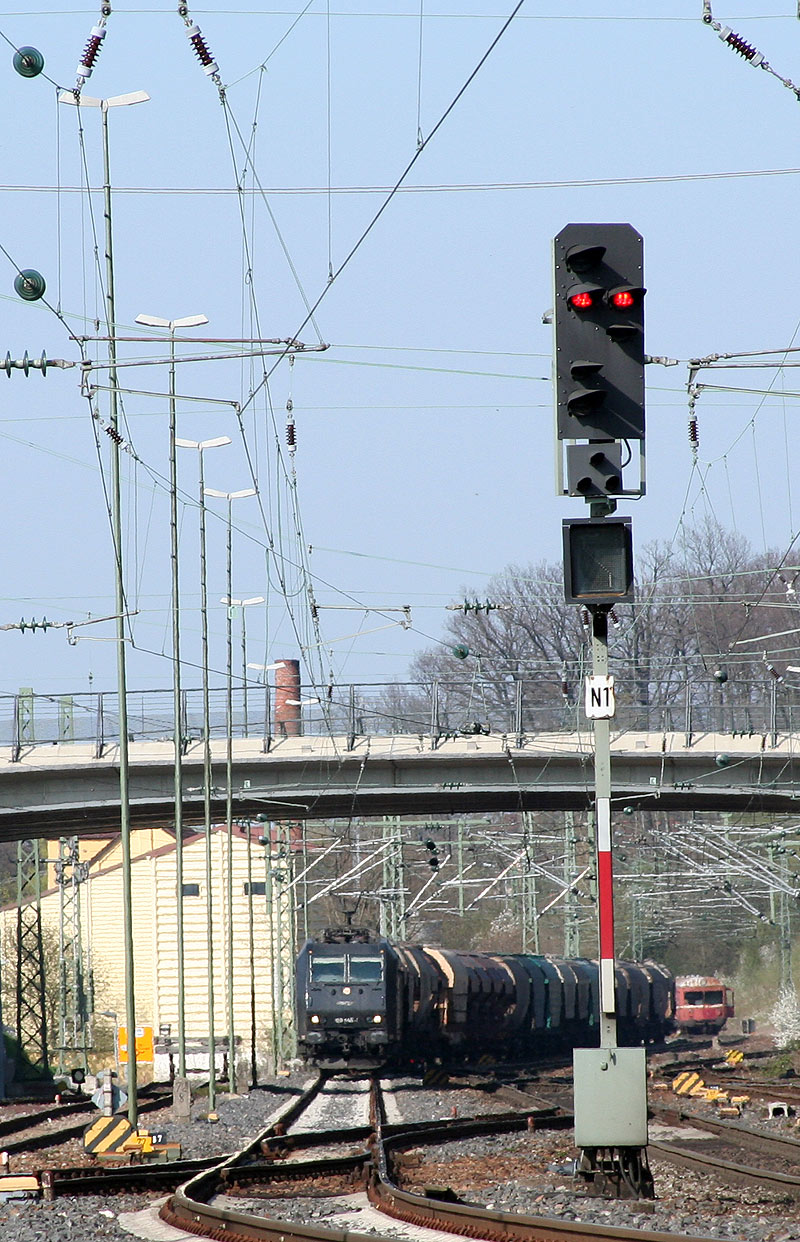
Lichtsignal als Ausfahrsignal mit Signalbegriff Hp 0 („Halt“) im Bahnhof Aalen

Ein Ausfahrsignal (Abkürzung in Deutschland Asig, früher Ausfsig, in Österreich und teilweise in der Schweiz AS), oft fälschlich Ausfahrtsignal oder Ausfahrtssignal, ist ein Eisenbahnsignal. Ein Ausfahrsignal ist das letzte in Fahrtrichtung stehende Hauptsignal eines Bahnhofs, das bei einer Fahrt in Richtung freie Strecke passiert wird (die freie Strecke beginnt jedoch erst auf Höhe des Einfahrsignals der Gegenrichtung). Kein Zug darf in einem Bahnhof ohne Zustimmung des Fahrdienstleiters abfahren, die im Regelfall durch einen Fahrtbegriff am Ausfahrsignal erteilt wird.

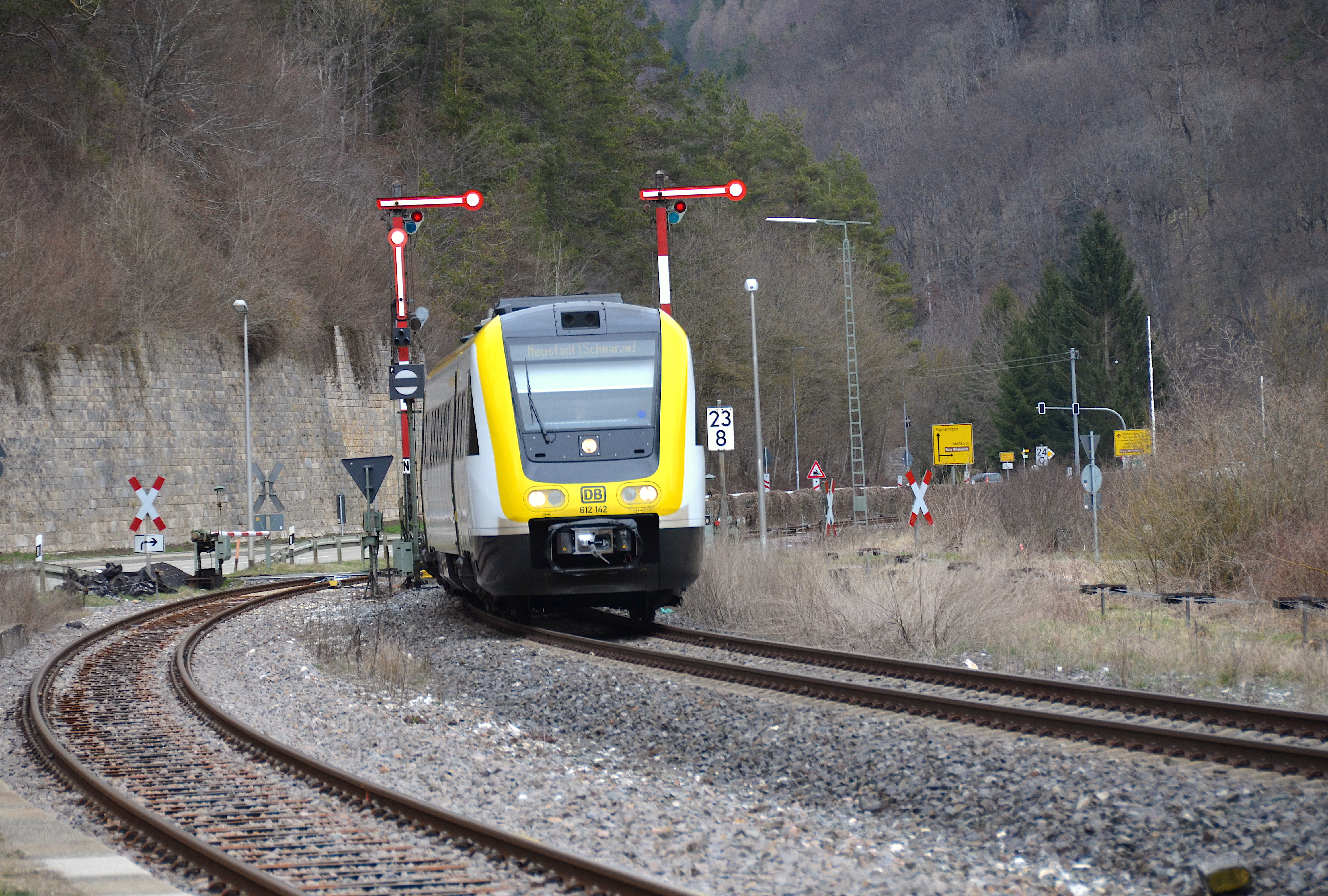
Zwei Formsignale als Ausfahrsignale in Hausen im Tal (2018)

Um einen Fahrtbegriff zu erteilen, muss der Fahrdienstleiter eine Fahrstraße einstellen und festlegen; zusätzlich muss der folgende Zugfolgeabschnitt frei von Fahrzeugen sein (Fahren im Raumabstand). Letzteres wird je nach Streckenausrüstung durch den Streckenblock sichergestellt oder mit dem Zugmeldeverfahren realisiert.

## Deutschland
Die Pflicht zur Ausrüstung mit Ausfahrsignalen ergibt sich in Deutschland aus § 14 Absatz 3 EBO. Auf Hauptbahnen besteht diese Pflicht immer; auf Nebenbahnen nur dann, wenn mit mehr als 60 km/h ausgefahren werden soll.
Der Fahrtbegriff des Ausfahrsignals ist nicht mit dem Abfahrauftrag gleichzusetzen. Es zeigt lediglich an, dass die Zustimmung des Fahrdienstleiters zur Abfahrt vorliegt. Erst dann kann der Abfahrauftrag durch die Zugaufsicht mit dem Signal Zp 9 („Abfahren“) gegeben werden. Dieses Signal kann, wenn das Ausfahrsignal entsprechend ausgerüstet ist, auch als Lichtsignal (ein grün leuchtender Ring oder ein senkrechter grüner Lichtstreifen) erteilt werden.
Ist das Ausfahrsignal vom Bahnsteig aus für den Zugführer nicht oder nur schlecht zu sehen, wird dessen Fahrtstellung mit einem im Bahnsteigbereich angebrachten Fahrtanzeiger angezeigt. Dieser zeigt in Fahrtrichtung einen weiß leuchtenden, nach rechts steigenden Balken, auf der Rückseite drei nach links steigende weiße Lichtpunkte. Der Fahrtanzeiger ist nicht signaltechnisch sicher und gehört nicht zu den Eisenbahnsignalen; er entbindet den Triebfahrzeugführer daher nicht von der Beobachtung des Ausfahrsignals. Der Triebfahrzeugführer muss bei schlechten Sichtverhältnissen, auch wenn der Fahrtanzeiger leuchtet, so vorsichtig an das Ausfahrsignal heranfahren, dass er den Zug noch anhalten kann, falls es unerwartet Halt zeigt.
Mehrere zusammenlaufende Gleise können mit einem gemeinsamen Gruppenausfahrsignal statt jeweils einem eigenen Ausfahrsignal ausgerüstet sein. Hl-Signale sind als Gruppenausfahrsignale nicht zulässig, doch existieren trotzdem einige Exemplare. In der Regel entstanden sie als Zwischenzustände.

## Schweiz
In den Schweizer Fahrdienstvorschriften ist die Definition sinngemäß die gleiche wie in Deutschland, jedoch ist keine Abkürzung für den Begriff festgelegt; ein im deutschsprachigen Bereich übliches Kürzel ist AS.
Für Situationen, in denen dem Lokführer der Blick auf das Ausfahrsignal verwehrt ist, wird in der Schweiz als Analogie zum deutschen Fahrtanzeiger ein sogenannter Fahrtstellungsmelder installiert. Dieser unterscheidet sich in seinem Aussehen jedoch grundsätzlich vom deutschen Gegenstück. In beleuchtetem Zustand zeigt er einen nach oben gerichteten weissen oder orangefarbenen Pfeil.
In entsprechend ausgerüsteten Bahnhöfen kann die Zustimmung zur Fahrt auch per ZUB-Display an den Lokführer erfolgen.
Die Fahrtstellung des Ausfahrsignals gilt grundsätzlich nur als fahrdienstliche «Zustimmung zur Fahrt», sie stellt noch keine Abfahrerlaubnis dar. Diese wird durch den Zugbegleiter durch Betätigen eines ortsfesten Signals für die Abfahrerlaubnis, per Handsignal, oder in entsprechend eingerichteten Bahnhöfen mittels SMS erteilt. Unbegleitete Züge wie S-Bahnen und Regionalzüge werden auf eine andere Art abgefertigt. Hierbei gibt sich der Lokführer die Abfahrerlaubnis selbst, er richtet sich dabei nach der kundendienstlichen Bereitschaft (Fahrgastwechsel abgeschlossen) und den an den Bahnhöfen publizierten Abfahrtszeiten.
Für einzelne Züge kann in den Fahrordnungen und für einzelne Bahnhöfe in den Bestimmungen des Infrastrukturbetreibers festgelegt sein, dass die Abfahrerlaubnis durch den Fahrdienstleiter erfolgen muss.
In älteren Bahnhofsanlagen finden sich teilweise auch Gruppenausfahrsignale.
Ein solches Signal steht in der Regel an der Ausfahrweiche mehrerer zugehöriger Gleise und gilt entsprechend für sämtliche Fahrten über diese Gleisgruppe.
Da diese Konstellation eine erhöhte Sicherheit erfordert, gelten einige besondere Bestimmungen.
So findet sich oftmals in jedem der betreffenden Gleise eine sogenannte Gruppensignal-Halttafel, die den spätesten Halteort eines einfahrenden Zuges markiert. Aufgrund ihres Aussehens – ein orangefarbenes, auf der Spitze stehendes Dreieck auf weißem Hintergrund – wird sie unter den Lokführern umgangssprachlich auch als «Rüebli»-Tafel bezeichnet.
Um eindeutig zu signalisieren, für welches Gleis die Zustimmung zur Fahrt gilt, gibt es verschiedene mögliche Zusatzsignalisierungen: Fahrbegriffstafel (das Gruppenausfahrsignal muss den dem Gleis zugeordneten Fahrbegriff zeigen), Fahrtstellungsmelder (der dem Gleis zugehörende muss aufleuchten), Fahrt zeigendes Zwergsignal (das dem Gleis zugehörende Zwergsignal muss Fahrt zeigen), beleuchtetes Gleisnummernsignal (am Gruppenausfahrsignal leuchtet die Gleisnummer des entsprechenden Gleises auf), beleuchteter Hinweispfeil Gruppensignal (der beleuchtete Pfeil zeigt auf das Gleis, welches die Zustimmung zur Fahrt erhält).
Ist keine von diesen vorhanden, muss der Fahrdienstleiter, bevor er das Gruppenausfahrsignal auf Fahrt stellt, sämtliche Lokführer in der Gleisgruppe verständigen, für welche die Zustimmung zur Fahrt nicht gilt. Dies kann beispielsweise auch bei einem einzelnen wartenden Zug der Fall sein, wenn dieser von einem durchfahrenden Zug überholt werden soll.
Wegen des erhöhten Risikos von Zugskollisionen werden Gruppenausfahrsignale bei Modernisierungsmassnahmen von Bahnhöfen meistens durch reguläre Ausfahrsignale ersetzt. Gruppenausfahrsignale finden sich heutzutage nur noch auf Nebenlinien und nicht auf Hauptverkehrsachsen.